# Masters of Horror
Masters of Horror är en TV-serie med premiär 2005. Varje avsnitt består av en knappt timslång skräckfilm, regisserad av en känd skräckfilmsregissör. Regissörer som regisserat filmer till serien är bland andra John Carpenter, Larry Cohen, Tobe Hooper, Stuart Gordon, Dario Argento, John Landis, Takashi Miike med flera.